# Premi La Clau de vidre
El Premi La Clau de vidre (suec: Glasnyckeln, danès: Glasnøglen, noruec: Glassnøkkelen, finès: Lasiavain-palkinto, islandès: Glerlykillinn) és un premi literari que s'atorga anualment a una novel·la policíaca d'un autor dels països nòrdics.
El premi, que porta el nom de la novel·la The Glass Key de l'escriptor estatunidenc de novel·la detectivesca Dashiell Hammett, és una autèntica clau de vidre que donen cada any els membres de la Societat Escandinava del Crim (Skandinaviska Kriminalsällskapet) a una novel·la policíaca escrita per un autor d'un estat nòrdic. Els membres de cada estat presenten una novel·la candidata, integrant la llista final.

## Autors premiats
Relació d'autors premiats en cadascuna de les edicions des del 1992.
| Edició | Estat              | Autor                            | Títol original                     | Traducció catalana                                   |
| ------ | ------------------ | -------------------------------- | ---------------------------------- | ---------------------------------------------------- |
| 1992   | Suècia             | Henning Mankell                  | Mördare utan ansikte               | Assassins sense rostre (ed. Tusquets)                |
| 1993   | Dinamarca          | Peter Høeg                       | Frøken Smillas fornemmelse for sne | n/a                                                  |
| 1994   | Noruega            | Kim Småge                        | Sub Rosa                           | n/a                                                  |
| 1995   | Dinamarca          | Erik Otto Larsen                 | Masken i spejlet                   | n/a                                                  |
| 1996   | Noruega            | Fredrik Skagen                   | Nattsug                            | n/a                                                  |
| 1997   | Noruega            | Karin Fossum                     | Se dig ikke tilbake!               | n/a                                                  |
| 1998   | Noruega            | Jo Nesbø                         | Flaggermusmannen                   | El ratpenat (ed. Proa)                               |
| 1999   | Dinamarca          | Leif Davidsen                    | Limes billede                      | n/a                                                  |
| 2000   | Suècia             | Håkan Nesser                     | Carambole                          | n/a                                                  |
| 2001   | Suècia             | Karin Alvtegen                   | Saknad                             | n/a                                                  |
| 2002   | Islàndia           | Arnaldur Indriðason              | Mýrin                              | n/a                                                  |
| 2003   | Islàndia           | Arnaldur Indriðason              | Grafarþögn                         | La dona de verd (ed. La Magrana)                     |
| 2004   | Noruega/ Dinamarca | Kurt Aust                        | Hjemsøkt                           | n/a                                                  |
| 2005   | Suècia             | Anders Roslund & Börje Hellström | Odjuret                            | n/a                                                  |
| 2006   | Suècia             | Stieg Larsson                    | Män som hatar kvinnor              | Els homes que no estimaven les dones (ed. Columna)   |
| 2007   | Finlàndia          | Matti Rönkä                      | Ystävät kaukana                    | n/a                                                  |
| 2008   | Suècia             | Stieg Larsson                    | Luftslottet som sprängdes          | La reina al palau dels corrents d'aire (ed. Columna) |
| 2009   | Suècia             | Johan Theorin                    | Nattfåk                            | n/a                                                  |
| 2010   | Dinamarca          | Jussi Adler-Olsen                | Flaskepost fra P                   | n/a                                                  |
| 2011   | Suècia             | Leif G. W. Persson               | Den döende detektiven              | n/a                                                  |
| 2012   | Dinamarca          | Erik Valeur                      | Det syvende barn                   | n/a                                                  |
| 2013   | Noruega            | Jørn Lier Horst                  | Jakthundene                        | n/a                                                  |
| 2014   | Noruega            | Gard Sveen                       | Den siste pilegrimen               | n/a                                                  |
| 2015   | Suècia             | Thomas Rydahl                    | Eremitten                          | n/a                                                  |
| 2016   | Dinamarca          | Ane Riel                         | Harpiks                            | n/a                                                  |
| 2017   | Suècia             | Malin Persson Giolito            | Störst av allt                     | n/a                                                  |
| 2018   | Suècia             | Camilla Grebe                    | Husdjuret                          | n/a                                                  |
| 2019   | Suècia             | Stina Jackson                    | Silvervägen                        | n/a                                                  |
| 2020   | Suècia             | Camilla Grebe                    | Skuggjägaren                       | n/a                                                  |
| 2021   | Suècia             | Tove Alsterdal                   | Rotvälta                           | n/a                                                  |
| 2022   | Dinamarca          | Morten Hesseldahl                | Mørket under isen                  | n/a                                                  |
| 2023   | Finlàndia          | Max Seeck                        | Kauna                              | n/a                                                  |